# Henri de Toulouse-Lautrec
Henri Marie Raymond de Toulouse-Lautrec-Monfa, född 24 november 1864 i Albi i Tarn, död 9 september 1901 på Château Malromé nära Saint-André-du-Bois i Gironde, var en fransk målare. 

## Biografi
Toulouse-Lautrec föddes i en aristokratisk familj, som son till greve Alphonse de Toulouse-Lautrec. Han var fysiskt svag och bröt båda benen i olyckor 1878–1879 och blev därefter invalidiserad. Från 1879 till 1882 fick han handledning i målning av René Princeteau (1843–1914) som hade hästmålningar som specialitet. Toulouse-Lautrec studerade i Paris (1882–1885) under Léon Bonnat och Fernand Cormon tillsammans med Émile Bernard och träffade 1886 van Gogh. Henri de Toulouse-Lautrec är begraven på kyrkogården i Verdelais.

## Eftermäle
Asteroiden 11506 Toulouse-Lautrec är uppkallad efter honom.

## Konst
Toulouse-Lautrec kände till impressionismen men hans första betydande verk, Le Cirque Fernando (1888), står närmare Monet, Degas och affischkonstnären Jules Chéret.
I likhet med Degas studerade Toulouse-Lautrec olika sidor av vardagslivet – kapplöpningsbanor, musik- och danssalonger, kabarélokaler med mera –, men föregrep Seurat och Nabisgruppen i sin ytmässiga behandling av formen, vilken får liv av slingrande konturer. Detta intresse för exotiska silhuetter dominerar hans studier från Moulin Rouge och Cabaret Aristide Bruant från slutet av 1880-talet och början av 1890-talet. Typiska verk är Moulin Rouge – La Goulue (1891) och  Jane Avril (1893) med sina grälla färger, teatrala belysning och kraftiga konturer.
Toulouse-Lautrec var en centralgestalt i de kretsar som han avbildade, och den intimitet som utmärker en målning som Les deux amies (1894) är karakteristisk. I likhet med Degas arbetade han i många olika tekniker som han dessutom blandade fritt med varandra; hans berömmelse som grafiker hade etablerats med hans tidigaste affischer och litografier (1891–1892). Hans ymniga produktion minskade i takt med att hans hälsa försämrades (cirka 1896), och hans sista målning, Granskningsjuryn (1901), ansedd som ett misslyckande att finna nya vägar för måleriet, avslöjar hans psykiska och fysiska utmattning.
Toulouse-Lautrecs verk inspirerade Seurat, Rouault, van Gogh med flera, och hans korta karriär är ett viktigt uttryck för den fin de siècle-intensitet och exotism som svepte genom Europa och som också kan studeras i till exempel Picassos tidiga verk. Toulouse-Lautrec är representerad vid bland annat Göteborgs konstmuseum.

## Toulouse-Lautrec i populärkultur

### Filmer i urval
- Målaren på Moulin Rouge (1952), spelad av José Ferrer.
- Rosa Panterns hämnd (1978), kommissarie Clouseau (spelad av Peter Sellers) klär ut sig som Toulouse-Lautrec.
- Lautrec (1998), i regi av Roger Planchon, med Régis Royer i titelrollen.
- Moulin Rouge! (2001), spelad av John Leguizamo.
- Midnatt i Paris (2011), spelad av Vincent Menjou Cortes.

## Verk

### Målningar

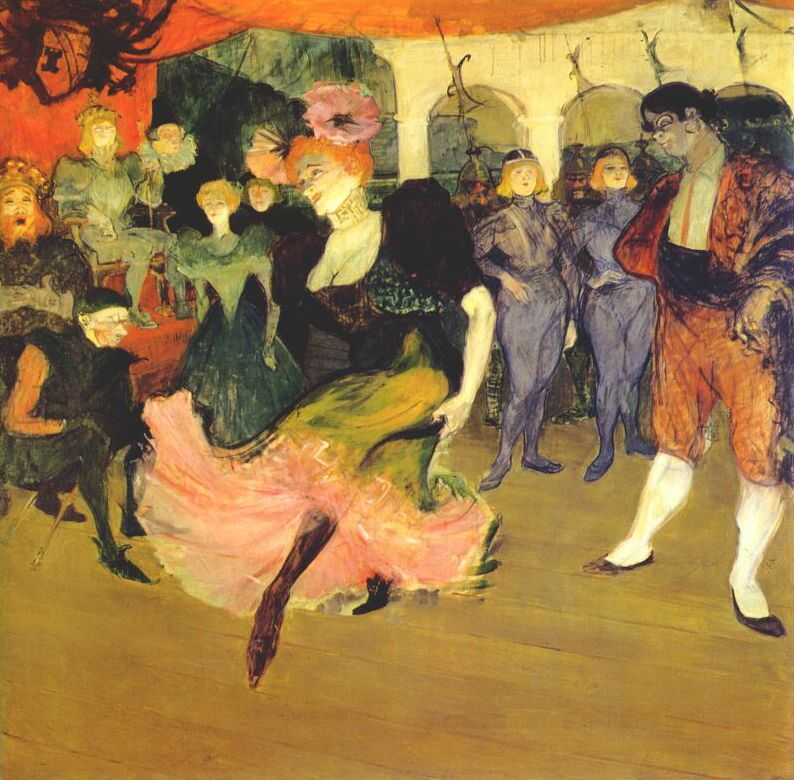
Marcelle Lender (1895)
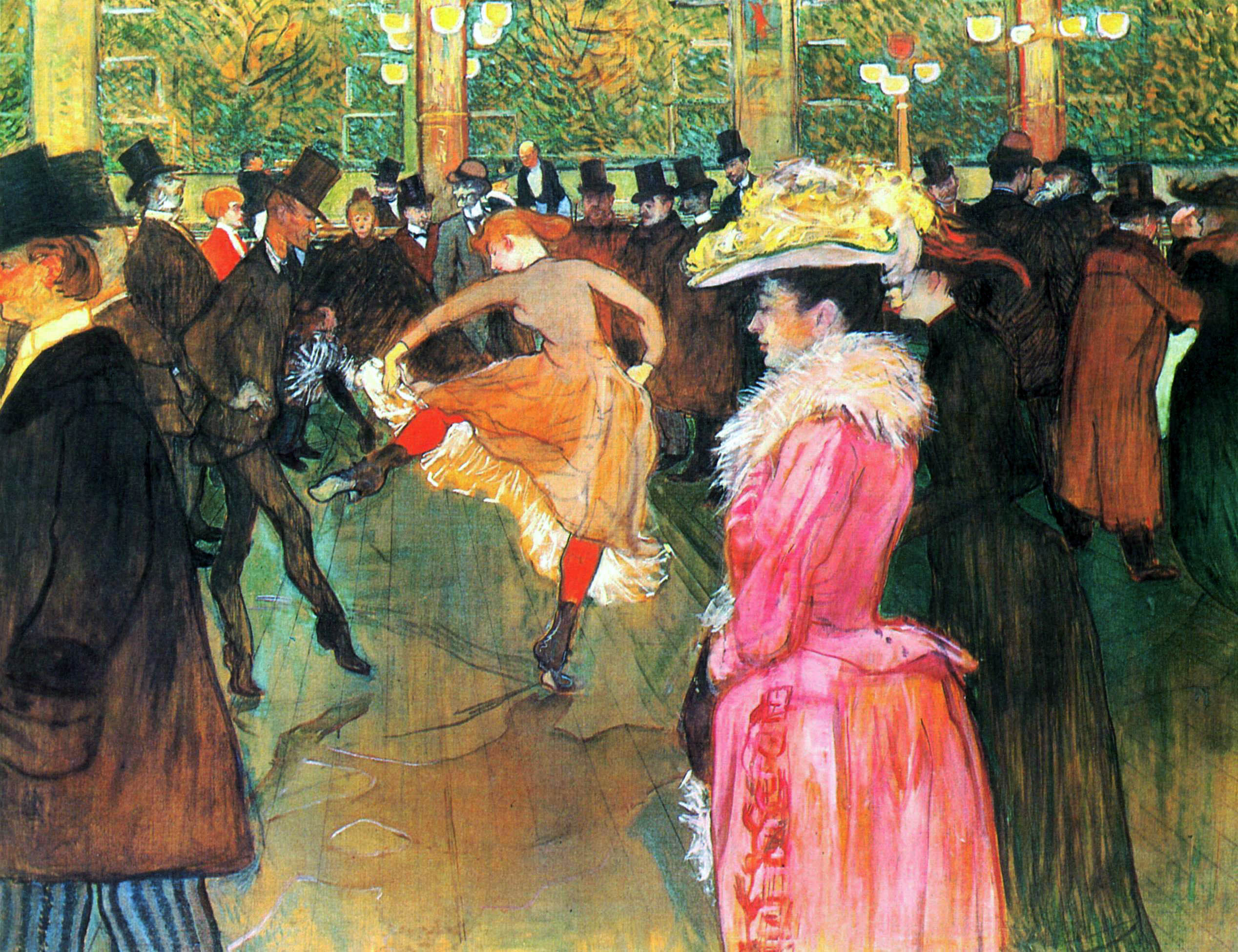
Bal au Moulin Rouge (1890)
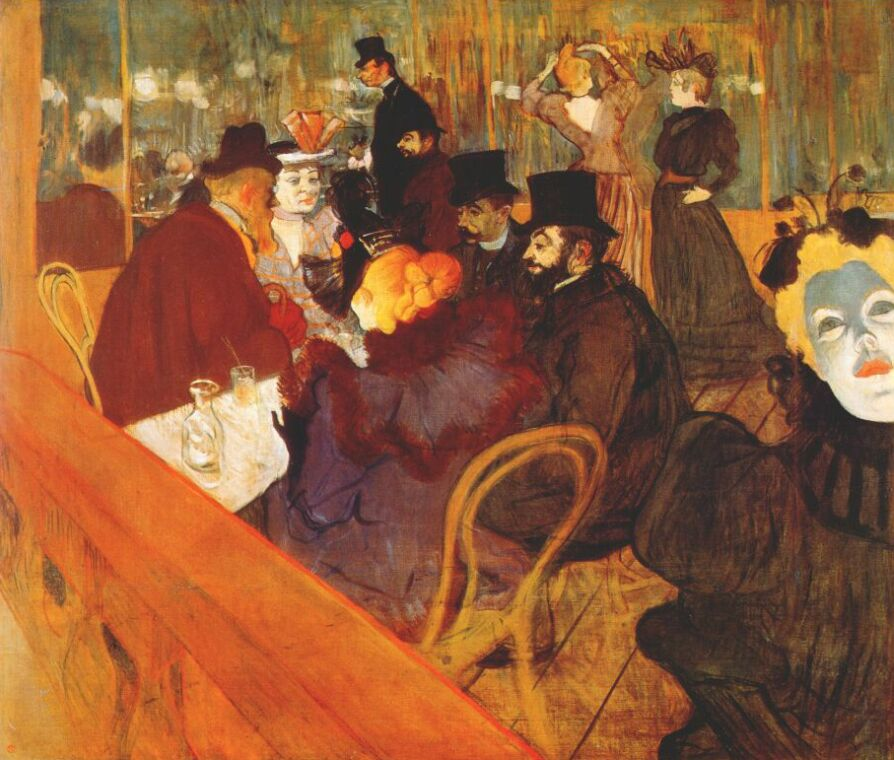
Au moulin rouge (1892)
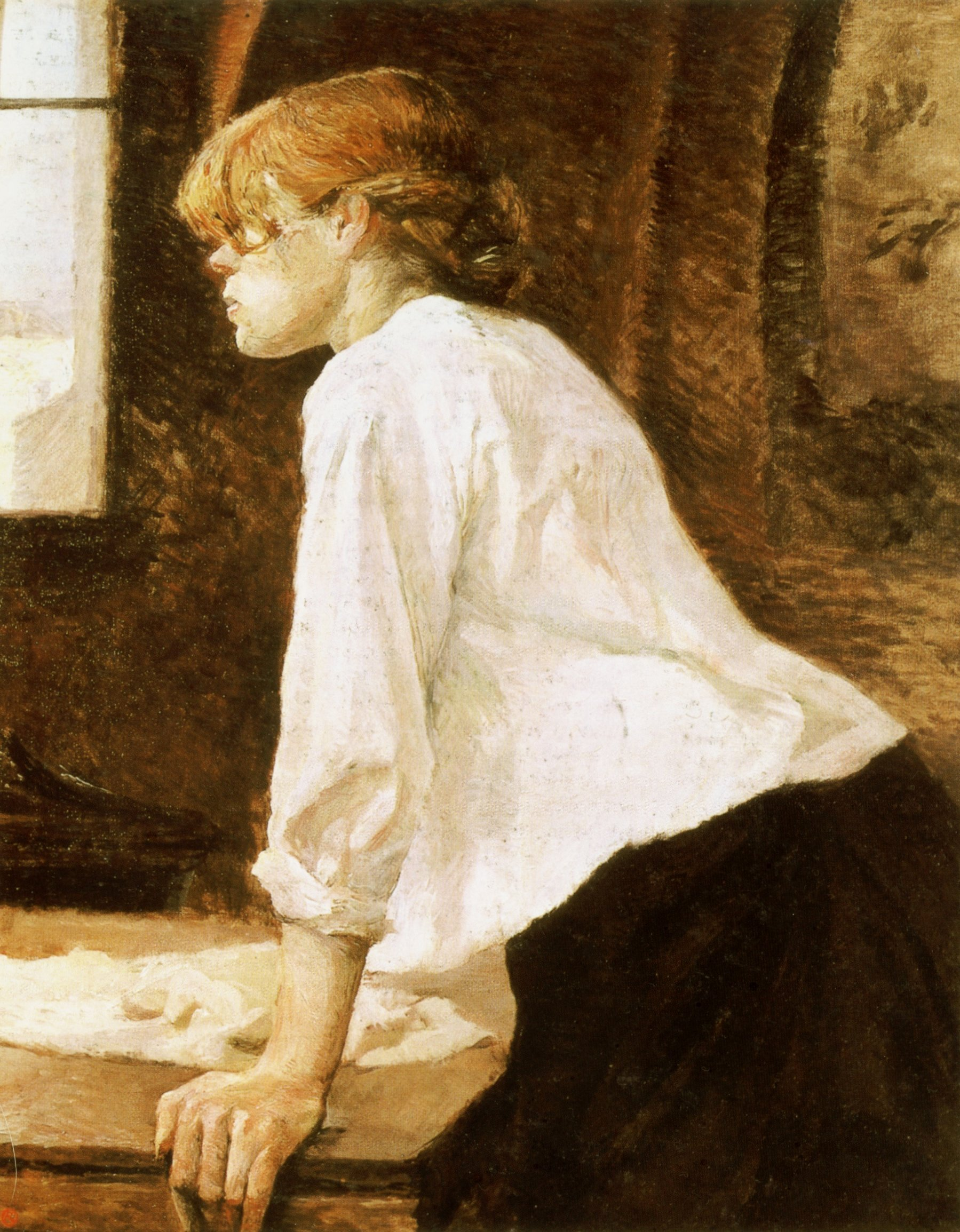
La Blanchisseuse (1889)
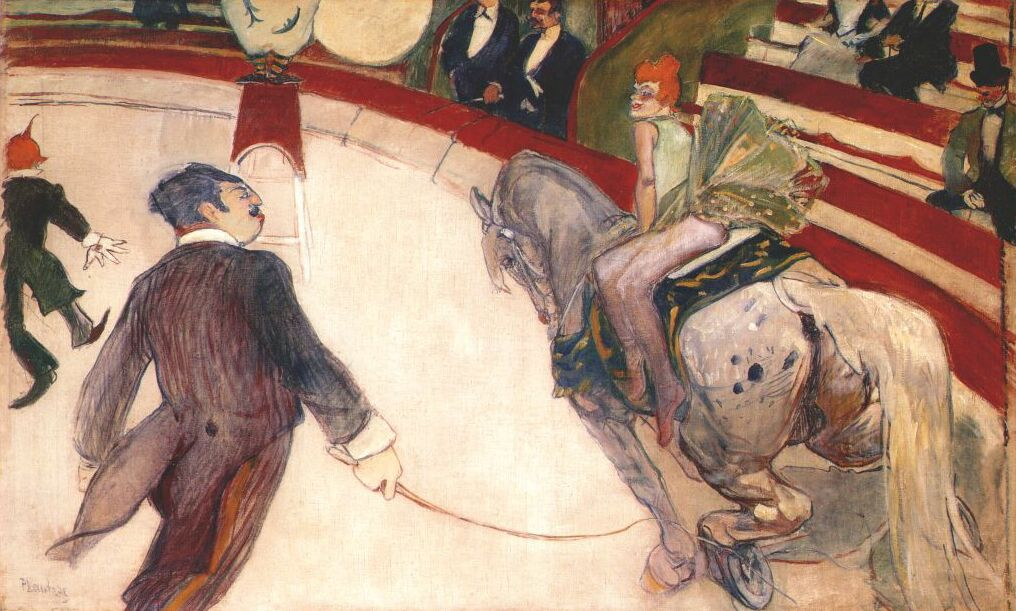
Circus Fernando (1888)
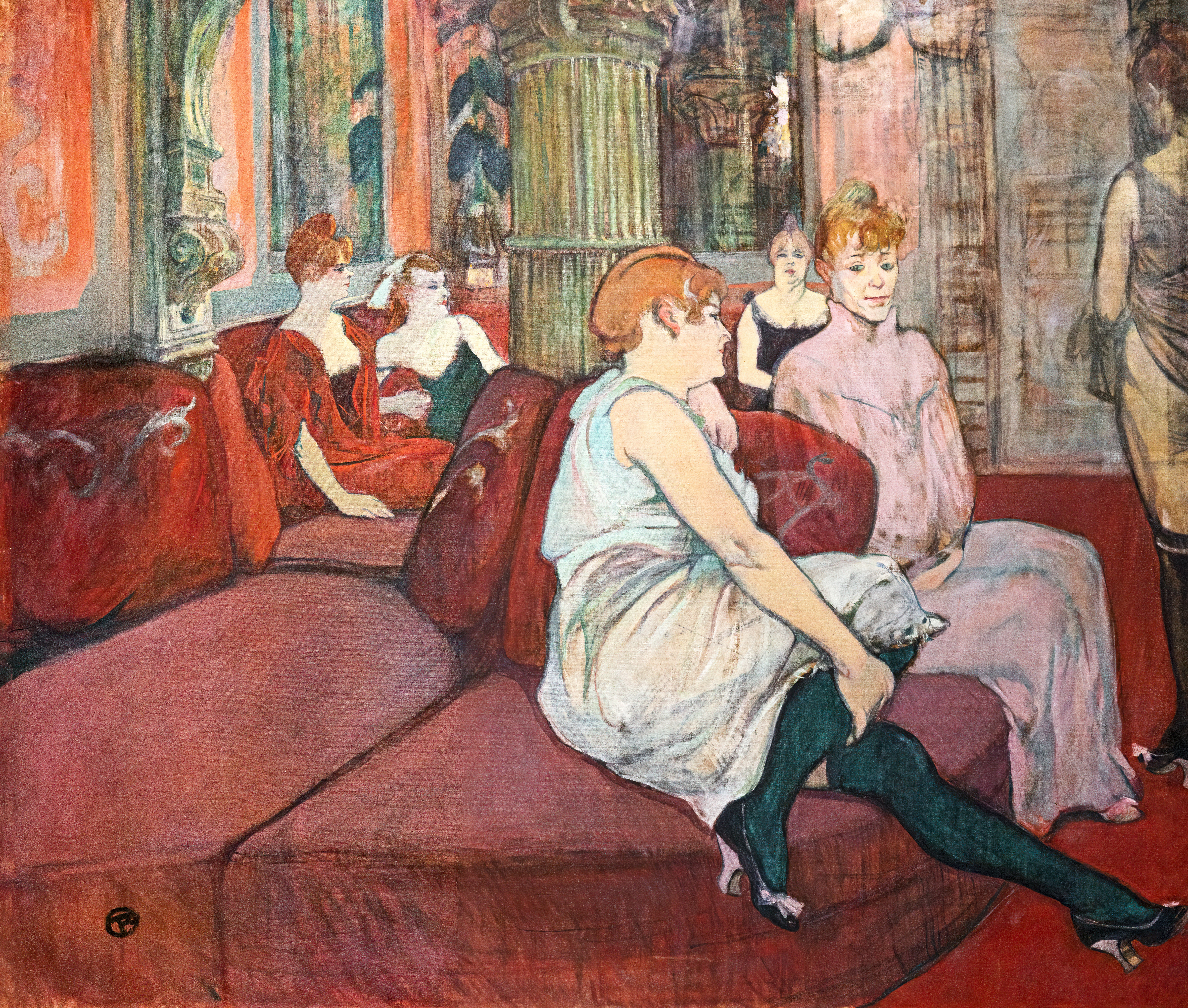
Salon Rue des moulins (1894)
Dr Gabriel Tapie (1894)
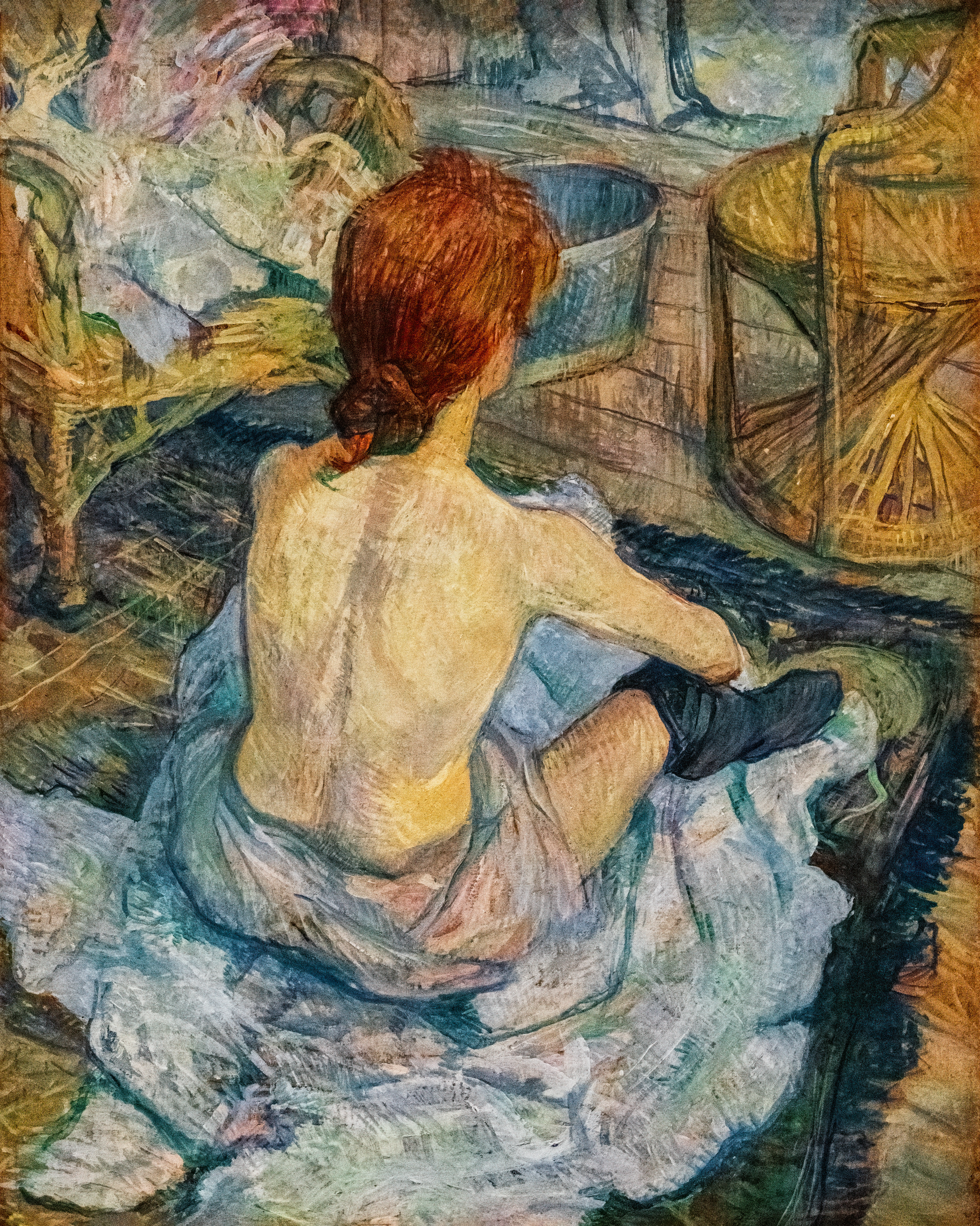
Rousse (La Toilette) (1889)

### Affischer (färglitografier)

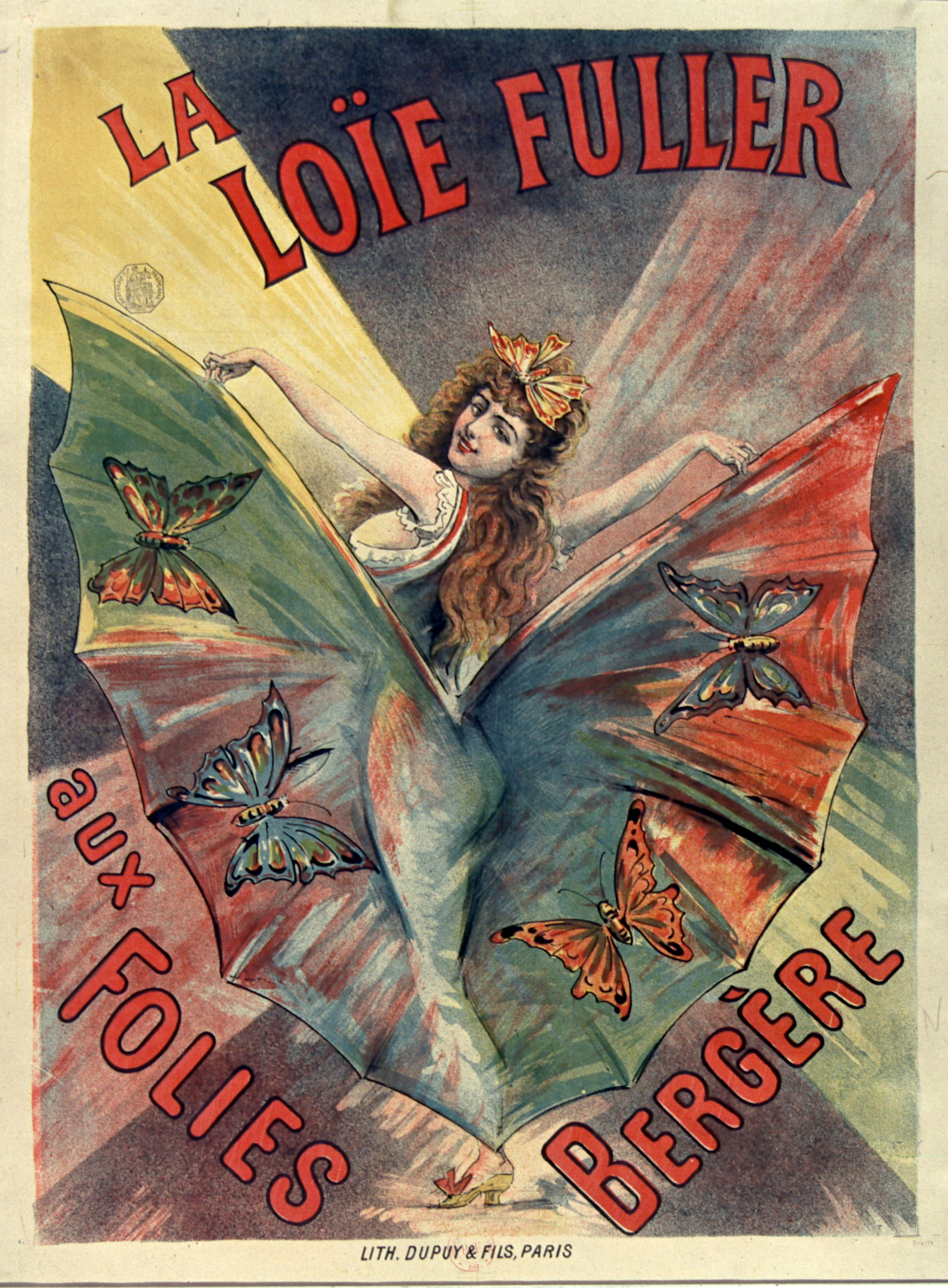
Loie Fuller på Folies Bergère
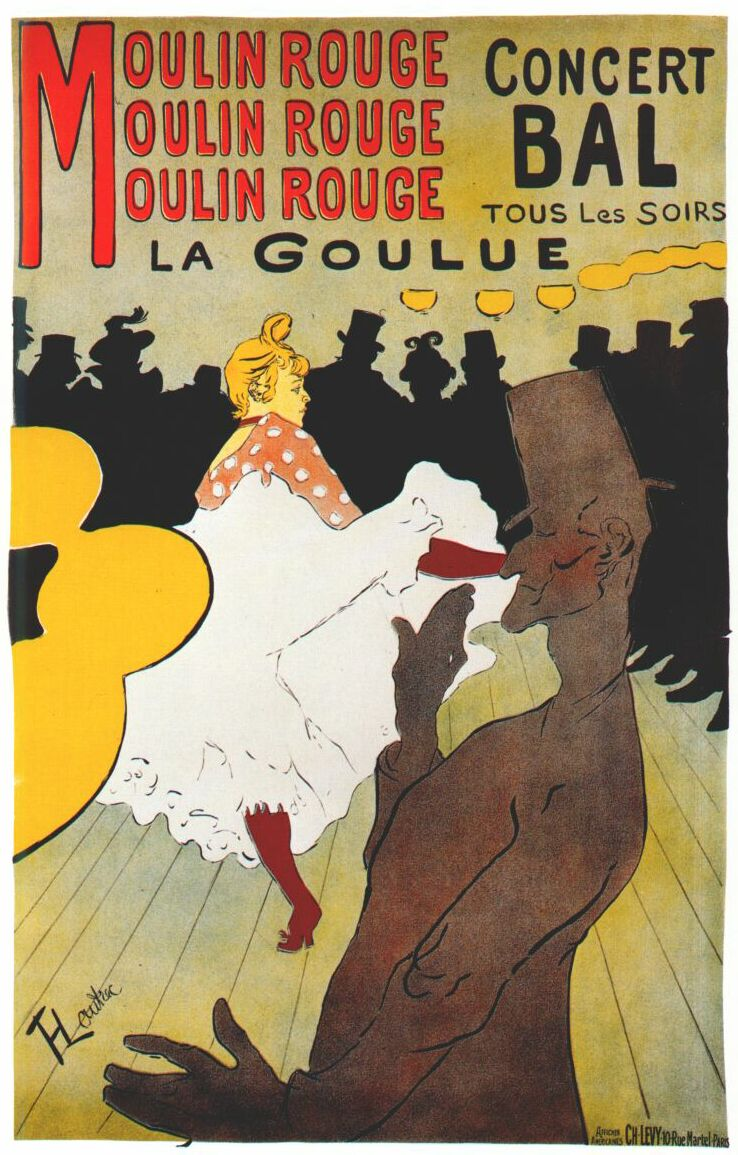
Moulin rouge - La Goulue (1891).
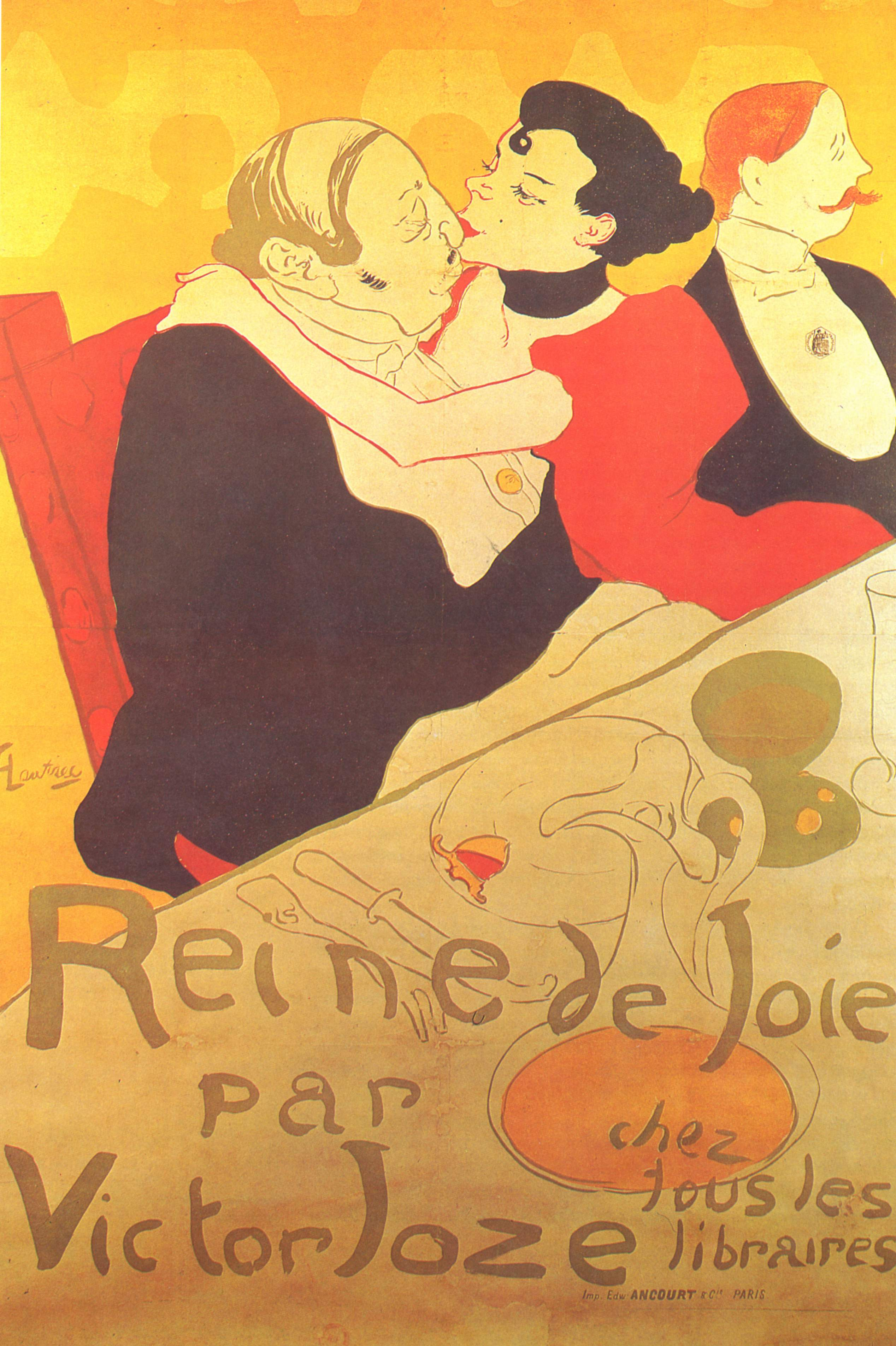
Reine de Joie (1892), Musée d'Ixelles konstmuseum, Ixelles, Bryssel, Belgien.
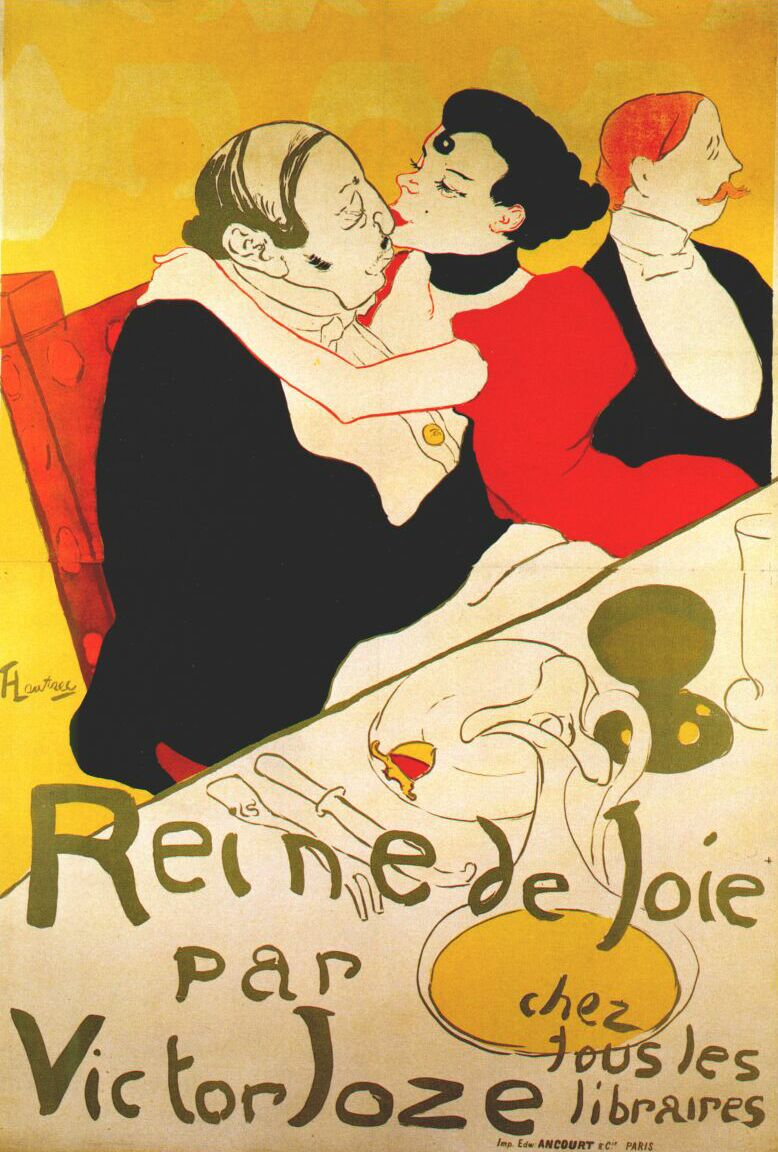
Reine de joie (1892), Musée Toulouse-Lautrec konstmuseum, Albi, Frankrike.
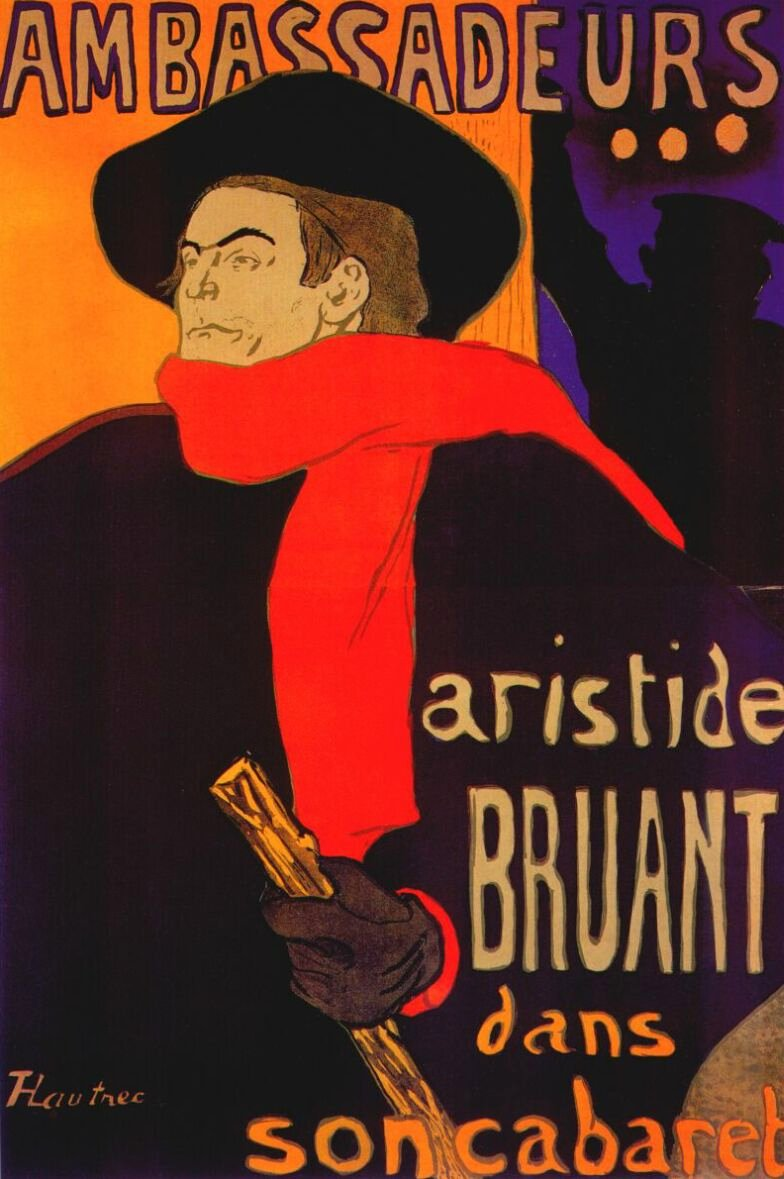
Aristide Bruant dans son cabaret (1892).
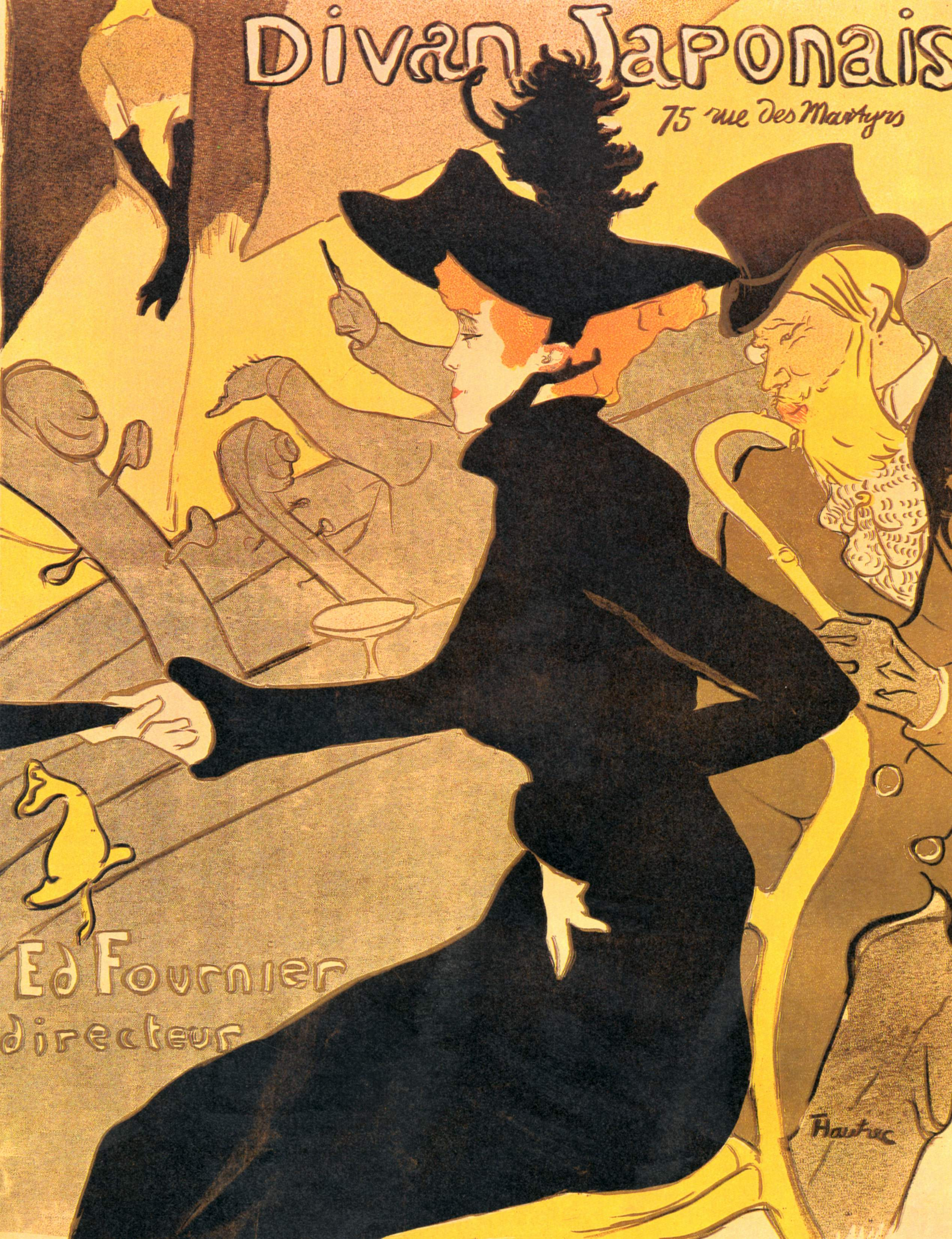
Divan Japonais (1892-1893), Zimmerli Art Museum at Rutgers University, New Brunswick, New Jersey, USA.
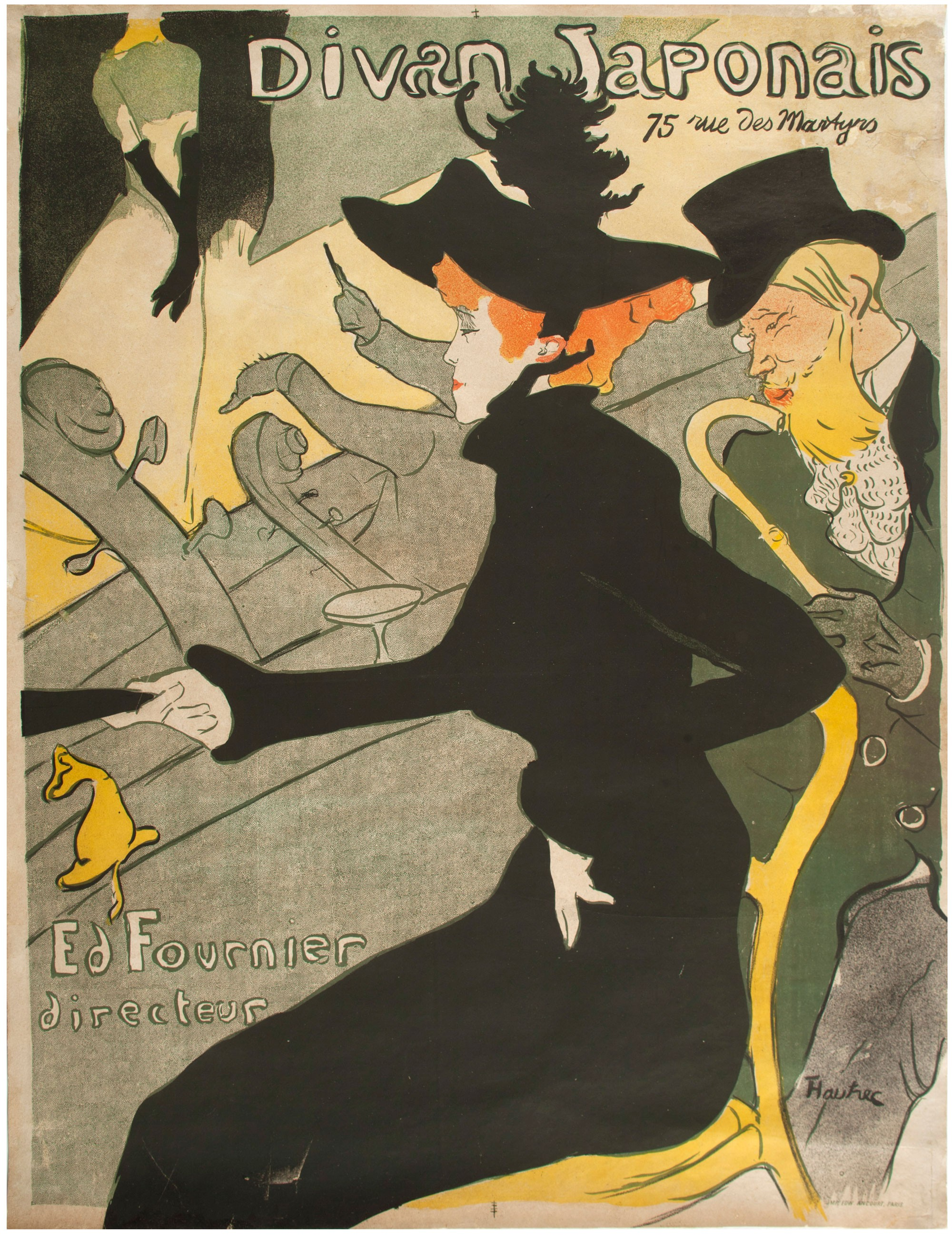
Divan japonais (1892-1893),  Museo Nacional de Bellas Artes, Buenos Aires, Argentina.
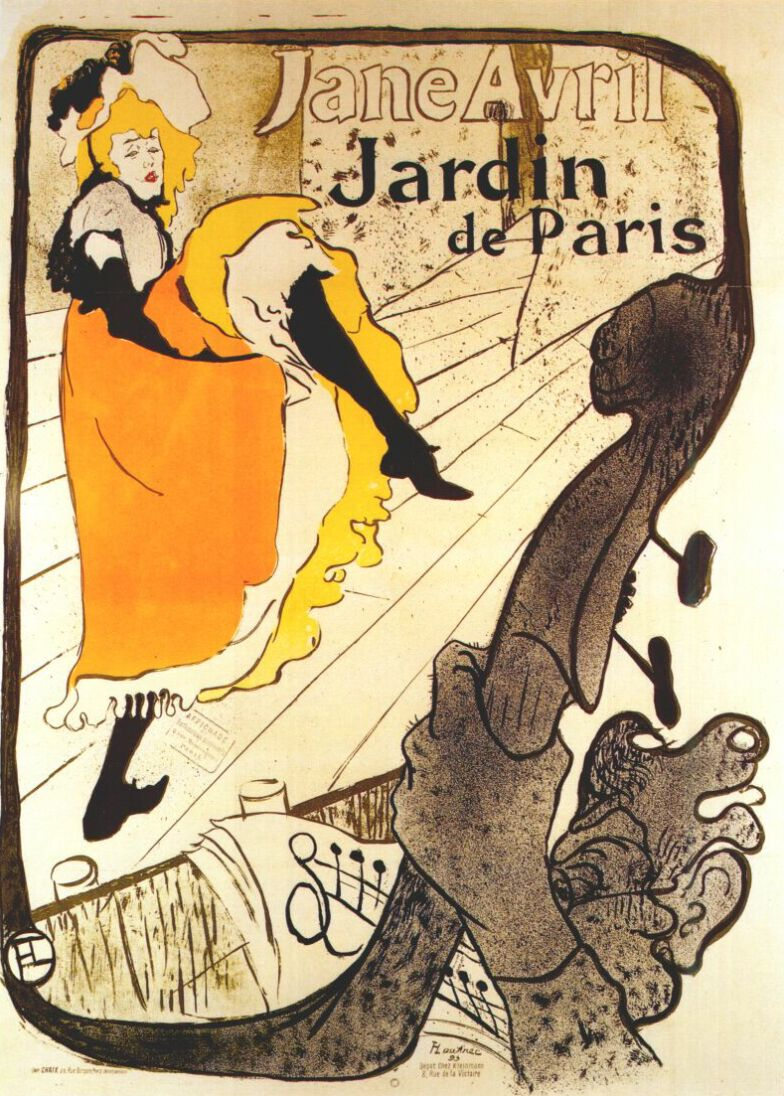
Jane Avril, Jardin de Paris (1893).
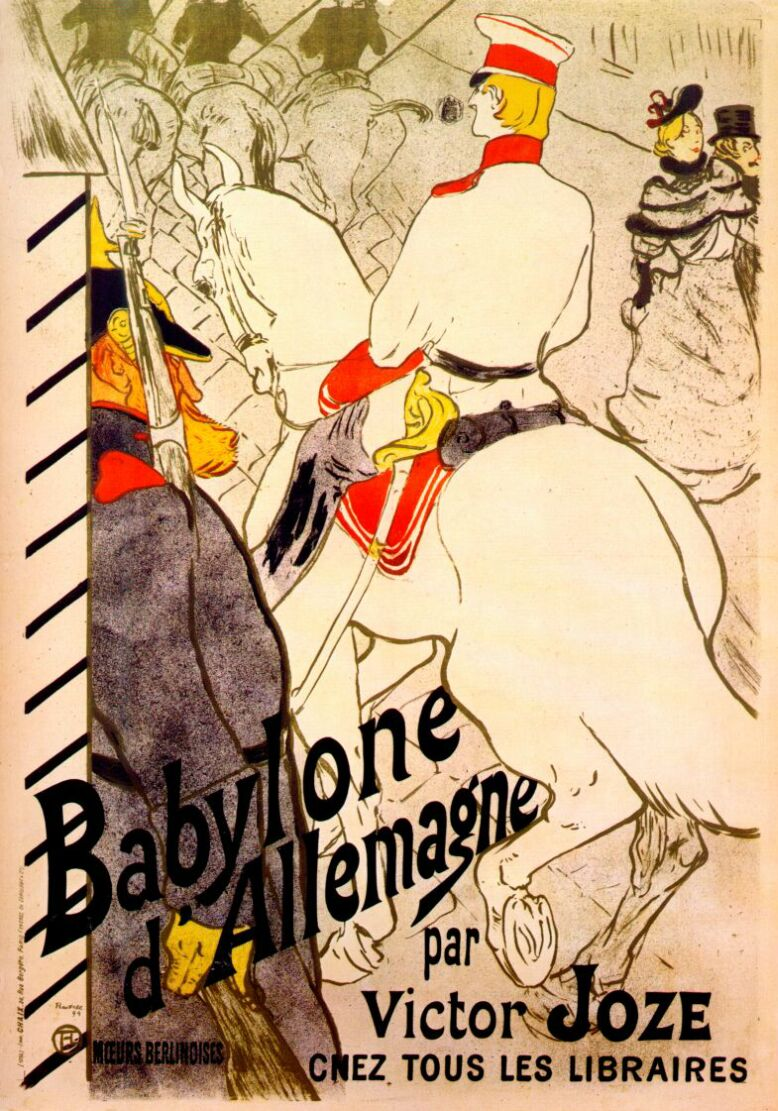
Babylone d'Allemagne (1894).